# Gustaf Holmström
Gustaf Holmström (27 de novembro de 1888 - 24 de fevereiro de 1970) foi um futebolista finlandês que atuava como goleiro.Holmström jogava no Helsingfors IFK quando foi convocado pela Seleção Finlandesa de Futebol para os Jogos Olímpicos de Verão de 1912,onde ficou na reserva de August Syrjäläinen. jogou apenas uma partida pela Seleção Finlandesa.